# تود بانكهيد
تود بانكهيد (بالإنجليزية: Todd Bankhead)‏ هو لاعب كرة قدم أمريكية ولاعب كرة قدم كندية أمريكي، ولد في 6 يونيو 1977 في سان دييغو في الولايات المتحدة.

## وصلات خارجية
- تود بانكهيد على موقع JustSportsStats.com (الإنجليزية)